# Fritz Steisslinger
Fritz Steisslinger (* 2. August 1891 in Göppingen; † 16. März 1957 in Tübingen) war ein deutscher Künstler des Expressiven Realismus.

## Biografie

### Ausbildung und Erster Weltkrieg
Fritz Steisslinger absolvierte eine Ausbildung zum Metallgraveur bei WMF und ging dann an die Kunstgewerbeschule nach München sowie an die dortige Akademie. Er arbeitete zeitweise als kunstgewerblicher Entwerfer. Von 1911 bis 1914 studierte er in Rom und Venedig; dort übernahm er die Leitung der Aktklasse seines Lehrers C. de Maria. Steisslinger war in dieser Zeit mit Gian Franco Malipiero befreundet. Das Studium wurde unterbrochen durch Steisslingers Kriegsdienst im Ersten Weltkrieg, den er in Russland und Frankreich ableistete. Er wurde mehrfach verwundet.

### Familienleben, Zwischenkriegszeit und Zweiter Weltkrieg

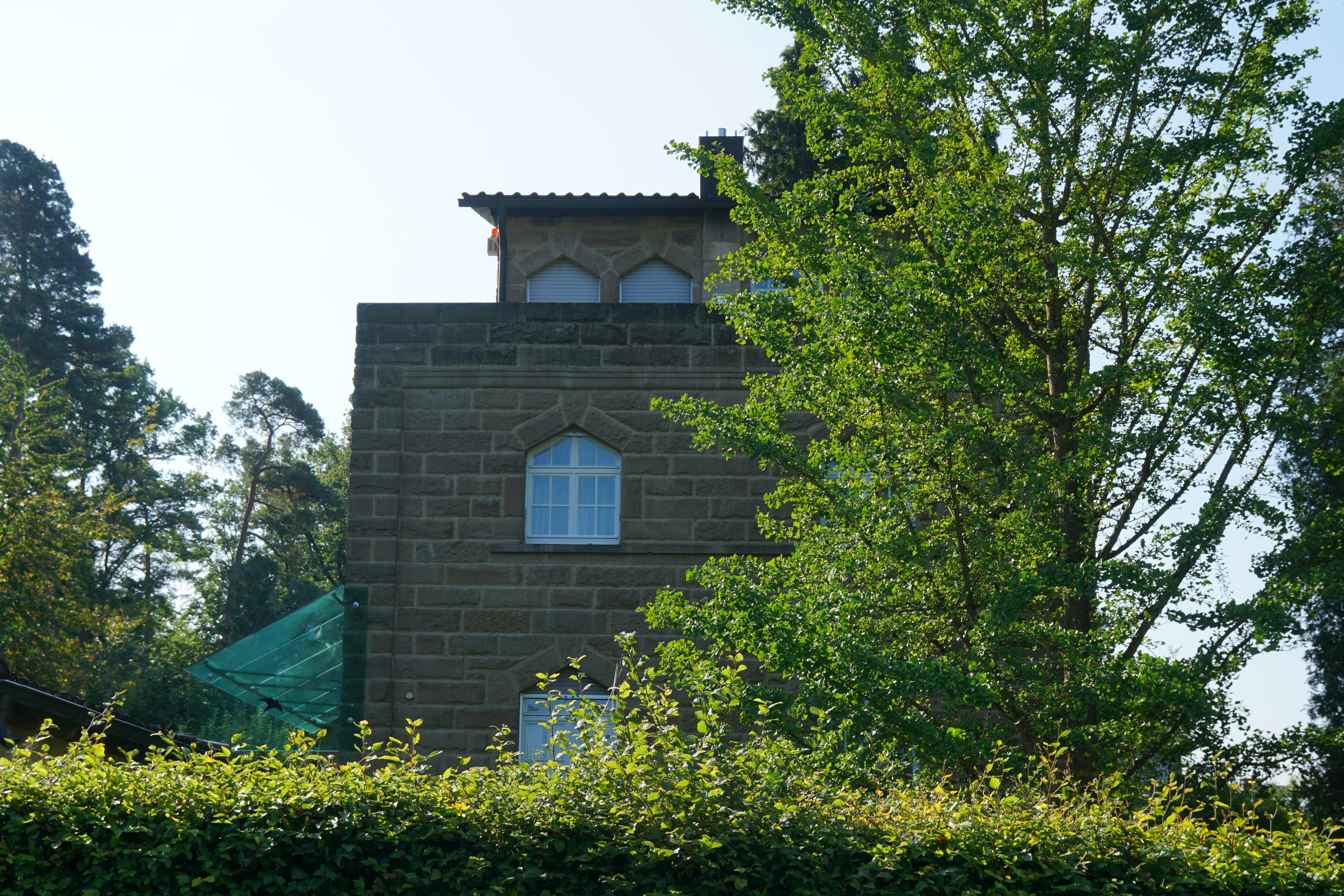
Das Haus in Böblingen

1919 heiratete er Elisabeth Hassis, mit der er die Söhne Eberhard (1920–2006), Hans (1922–1947) und Werner (1923–1945) hatte. Ab seiner Eheschließung lebte er als freischaffender Maler in Seeburg, wo er im Auftrag der Familie Warburg das Ehrenmal auf dem Burgberg schuf.
Die Werke dieser Zeit sind farbig, expressiv und schon von der Neuen Sachlichkeit geprägt. Der Hang zu mythologischen Themen, die er nach seiner Ausbildung bei Franz von Stuck bevorzugt hatte, trat zurück.
1920 reiste er nach Venedig und Südtirol, 1922 zog er mit seiner Familie in ein selbst entworfenes Haus nach Böblingen. Das Gebäude auf dem Tannenberg lag zu dieser Zeit noch außerhalb der Stadt. Das oberste Stockwerk des kubischen Baus diente Steisslinger als Atelier; hier malte er zahlreiche Stadt- und Landschaftsansichten aus seiner Umgebung, aber auch die Honoratioren der Stadt.
Thema seiner Malerei in dieser Zeit waren außerdem vor allem Bildnisse seiner Familienangehörigen und Selbstbildnisse. Die expressionistischen Einflüsse traten mehr und mehr zurück. Um 1925 wandte er sich verstärkt der Landschaftsmalerei zu.
Er wurde Mitglied der Stuttgarter Sezession und hatte u. a. Kontakte mit Heinrich Altherr, Reinhold Nägele, Alfred Lörcher und Hermann Sohn. 1924 folgte eine Reise nach Berlin, die weitere Kontakte mit sich brachte, etwa mit Willy Jaeckel und Cassirer. Venedig besuchte Steisslinger erneut 1925. Im gleichen Jahr unternahm er eine Fahrt auf der Donau von Ulm bis Budapest in einem Faltboot und bereiste außerdem das Engadin. Berlin besuchte er 1926 wieder, 1928 folgte eine Rheinreise.
Von 1929 bis 1931 lebte er mit seiner Familie in Berlin-Charlottenburg; von hier aus unternahm er mehrere Reisen nach Usedom, Hiddensee und Grömitz. In diese Zeit fallen die Kontakte mit Max Liebermann, Alfred Flechtheim, Alfred Kerr und Julius Meyer-Gräfe. 1934 bereiste er Brasilien, in den Jahren danach das Elsass, die Schweiz und, zwecks Besuch der Weltausstellung, Paris.
In Berlin entstanden Zeichnungen, Porträts und expressive Städte- und Landschaftsbilder. Besonders hervorzuheben sind die kleinformatigen, leuchtkräftigen Ostseebilder.
Der Plan, Brasilien ein zweites Mal zu bereisen und vielleicht dorthin überzusiedeln, scheiterte am Ausbruch des Zweiten Weltkriegs. Auch in diesem Krieg wurde Steisslinger wieder eingesetzt und diente von 1940 bis 1943 in Frankreich und Russland. Das Haus in Böblingen wurde im Krieg beschädigt und etliche Bilder, die sich dort befanden, wurden zerstört oder gingen verloren.
Steisslingers Werke wurden nicht als „Entartete Kunst“ diffamiert, doch trat er während der Zeit des Nationalsozialismus nur wenig an die Öffentlichkeit.

### Nachkriegszeit
1946 wurde Steisslinger von Theodor Heuss in den Planungsausschuss zur Neuorganisation der Staatlichen Akademie der Bildenden Künste Stuttgart berufen; damit verbunden war eine Professur an dieser Akademie. Steisslinger war auch erster Vorsitzender der wieder gegründeten Stuttgarter Sezession.
1948 wurde die zweite Reise nach Brasilien möglich. Steisslinger gab seine Professur auf und hielt sich bis 1950 in Brasilien auf, das er auch später noch mehrfach bereiste. Eberhard, der einzige seiner drei Söhne, der den Zweiten Weltkrieg und dessen Folgen überlebt hatte, lebte mittlerweile dort. Steisslinger bereiste auch Chile und Peru, doch seinen festen Wohnsitz hatte er ab 1951 wieder in Böblingen. Die tropische Farbigkeit Südamerikas übte weiterhin einen starken Einfluss auf sein gesamtes Spätwerk aus. Die Werke aus dieser letzten Schaffensperiode sind großflächig und skizzenhaft; Steisslinger übertrug nun Techniken, die eher dem Aquarell vorbehalten waren, auch auf die Ölmalerei und verwendete für seine Gouachen Formate, die traditionellerweise eher für Ölgemälde verwendet wurden. Anfang 1957 erlitt Steisslinger, der jetzt erst seine große Zeit gekommen sah, einen Schlaganfall, den er mit den lapidaren Worten kommentierte: „Nun habe ich halt ein paar Bilder weniger gemalt.“ Er starb wenig später an den Folgen dieser Erkrankung.

## Werke und Nachwirkung
Zu Lebzeiten beteiligte sich Fritz Steisslinger zwar an zahlreichen Ausstellungen, doch die erste Werkübersicht kam erst nach seinem Tode zustande. Insbesondere durch Ausstellungen anlässlich des 100. Geburtstages wurde die Öffentlichkeit auf Steisslingers Werke aufmerksam. Neben den plastischen Werken hat Steisslinger 364 Ölgemälde, 494 Aquarelle und Gouachen sowie zahlreiche Skizzen, Zeichnungen und Druckgrafiken hinterlassen.
In der Dauerausstellung der Städtischen Galerie Böblingen ist ein Querschnitt durch Steisslingers Schaffen zu sehen. Zahlreiche weitere Werke befinden sich im Fritz-Steisslinger-Haus in Böblingen. Die Fritz-Steisslinger-Straße in Böblingen wurde nach dem Künstler benannt.
Die Ausstellung Sehnsucht Brasilien fand vom 14. März bis 1. August 2010 in der Städtischen Galerie Böblingen statt, sie ging im Anschluss noch in die brasilianische Botschaft nach Berlin.